# Барадар, Абдул Гани
Мулла Абдул Гани Барадар (пушту ‎и дари عبدالغنی برادر; род. 29 сентября 1963, Витмак, Дех-Рахвод, Урузган, Королевство Афганистан), также известный как мулла Барадар Ахунд (ملا برادر آخُند) — полевой командир и лидер политического крыла афганского движения Талибан. Один из сооснователей Талибана в 1994 году. Заместитель муллы Мухаммеда Омара (возможно, его родственник) и руководитель совета Кветта Шура. С 2009 по 2021 год де-факто рассматривался как лидер «Талибана», хотя де-юре лидером движения является исламский богослов Хайбатулла Ахундзада.

## Биография
По этническому происхождению — пуштун из клана попалзай племени дуррани. Сражался против советских войск во время войны в Афганистане. В 1994 году помогал Омару основать Талибан. Гани, также известный как Абу Хафс Неджда, организовывал тренировочные лагеря и планировал нападения на племенных вождей и иностранцев.
Во время первого правления талибов (1996—2001) занимал различные посты, в том числе был правителем Герата и провинции Нимроз, и командиром военного корпуса в Западном Афганистане. Государственный департамент США рассматривал его как заместителя главы Генштаба и командира кабульского военного корпуса. Интерпол считал его заместителем министра обороны.
8 февраля 2010 года был захвачен в плен пакистанской разведкой.
21 сентября 2013 года досрочно отпущен из пакистанской тюрьмы по просьбе правительства Афганистана.
15 августа 2021 года после успешного наступления движения «Талибан» на правительственные силы Афганистана, правительство страны пало и президент Ашраф Гани бежал из страны, контроль над которой перешёл к Абдул Гани Барадару.
17 августа 2021 года Барадар вернулся в Афганистан, впервые после падения первого правительства Талибана в 2001 году.
С 7 сентября 2021 года — исполняющий обязанности вице-премьер-министра Исламского Эмирата Афганистан.